# Ainhum

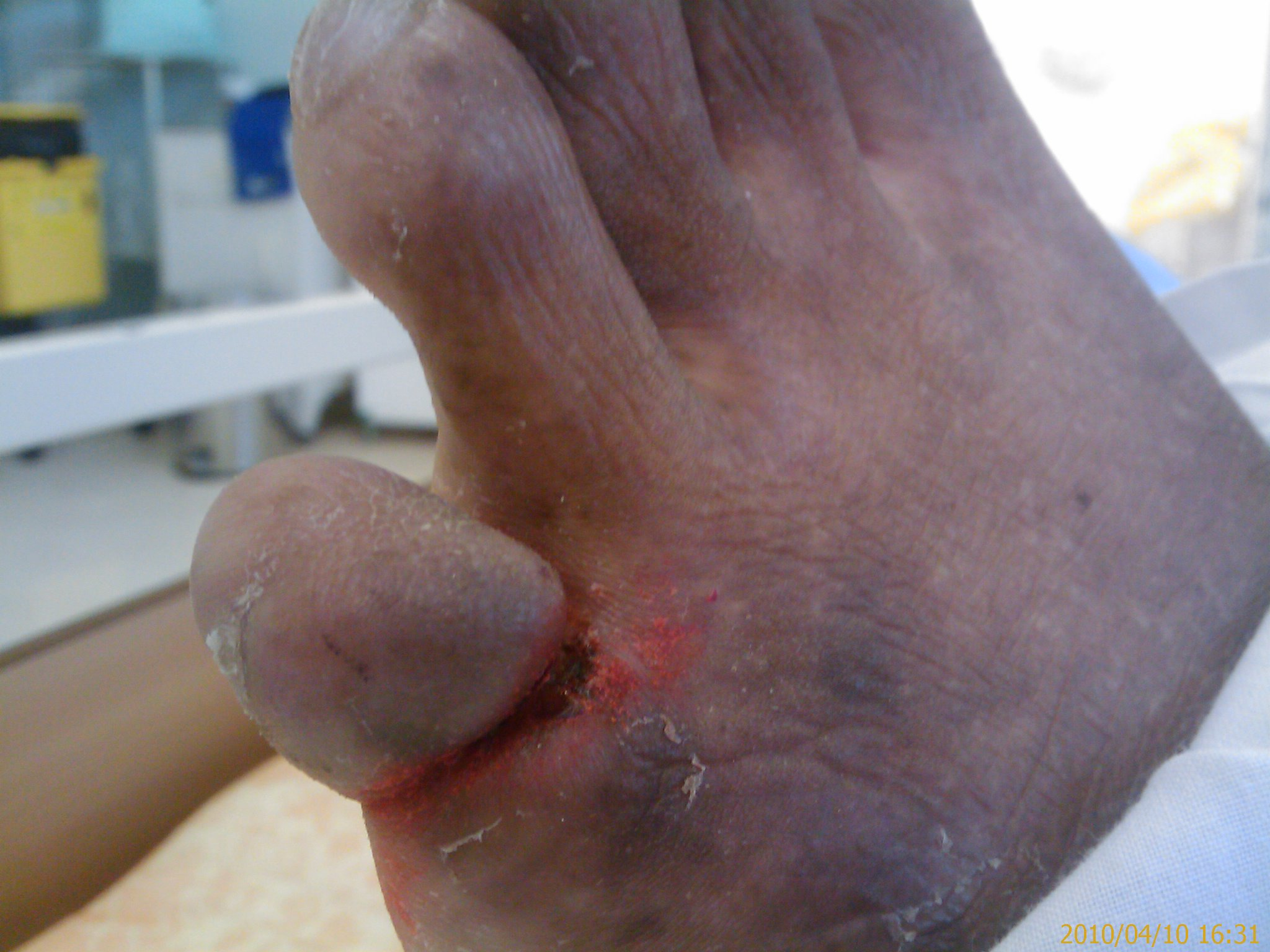
Ainhum del peu esquerre d'un pacient zulú a l'Hospital Ngwelezane, KZN, Sud-àfrica. (El dit petit del peu contrari s'havia autoamputat uns quants anys abans.)

Ainhum (del portuguès, pronunciat /aj.ˈɲũ/), també conegut com a dactilòlisi espontània, és una constricció dolorosa de la base del cinquè dit del peu seguida freqüentment d'autoamputació espontània bilateral, uns anys més tard.

## Signes i símptomes
El solc comença a la part inferior i interna de la base del cinquè dit del peu, generalment segons el plec plantar-digital. El solc es torna gradualment més profund i circular. La taxa de propagació és variable i la malaltia pot progressar a un cercle complet en uns quants mesos, o quedar incompleta després d'anys. En gairebé el 75% dels casos, es veuen afectats els dos peus, encara que no sol ser en el mateix grau. No s'ha informat de cap cas on comenci en cap altre dit del peu que no sigui el cinquè, tot i que, ocasionalment, hi ha un solc al quart o tercer dit. La part distal del dit del peu s'infla i sembla una petita "patata". La inflamació es deu a un edema limfàtic distal a la constricció. Al cap d'un temps poden aparèixer crostes al solc que es poden infectar amb estafilococs.
A mesura que el solc es fa més profund, es produeix una compressió de tendons, vasos i nervis. L'os s'absorbeix per la pressió, sense cap evidència d'infecció. Passat un cert temps totes les estructures distals de la constricció es redueixen a un cordó avascular. La connexió del dit del peu amb el peu es fa cada cop més fina i, si no s'amputa, cau espontàniament sense cap hemorràgia. Normalment, es triga uns cinc anys a què es produeixi una autoamputació.
Cole descriu quatre etapes de l’ainhum:
| Grau | Progrés patològic            |
| ---- | ---------------------------- |
| jo   | solc                         |
| II   | el sòl del solc està ulcerat |
| III  | afectació òssia              |
| IV   | s'ha produït l'autoamputació |

Hi ha presència de dolor en aproximadament el 78% dels casos. El dolor lleu està present en l'etapa inicial de l'ainhum, causat per la pressió sobre els nervis subjacents. Un dolor intens acompanya la fractura de la falange o a la sèpsia crònica.

## Causa
No està clara la veritable causa de l'ainhum. No es deu a una infecció per paràsits, fongs, bacteris o virus, i no està relacionat amb lesions. S'havia relacionat amb aquesta malaltia haver caminat descalç durant la infància, però ainhum també es produeix en pacients que mai no han anat descalços. La raça sembla ser un dels factors més predisposants i pot tenir un component genètic, ja que s'ha informat que es produeix dins de les famílies. Dent et al. van discutir una anormalitat causada genèticament del subministrament de sang al peu. S'ha relacionat amb una circulació inadequada de l'artèria tibial posterior i l'absència d'arc plantar.

## Diagnòstic

### Histopatologia
La histologia mostra un canvi en la capa de les cèl·lules espinoses, i això és responsable de la col·locació de la ceratina condensada que causa el solc. El teixit d'unió es redueix a un fil fibrós fi, gairebé avascular, i tots els teixits més enllà de la banda de constricció són reprimits per una massa fibrogreixosa coberta per un tegument hiperqueratòtic.

### Imatgeria
La constricció dels teixits tous a la cara medial del cinquè dit del peu és el signe radiològic més freqüent en les primeres etapes. Es considera que la inflamació distal del dit del peu és una característica de la malaltia. En les lesions de grau III s'observa una osteòlisi a la regió de l'articulació interfalàngica proximal amb un efecte de reducció característic. S'observa freqüentment la dispersió del cap de la falange proximal. Finalment, després de l'autoamputació, queda la base de la falange proximal. L'examen radiològic permet el diagnòstic precoç i l'estadificació de l'ainhum. El diagnòstic precoç és fonamental per prevenir l'amputació.
El Doppler mostra una disminució del flux sanguini a l'artèria tibial posterior.

### Diagnòstic diferencial
L’ainhum és una condició adquirida i progressiva i, per tant, difereix de les constriccions anulars congènites. L’ainhum s'ha confós molt amb constriccions similars causades per altres malalties com la lepra, la gangrena diabètica, la siringomièlia, l'esclerodèrmia o la síndrome de Vohwinkel. En aquest cas, s'anomena pseudoainhum, tractable amb cirurgia menor o corticoides intralesionals, com l'ainhum. Un pseudoainhum es pot crear fins i tot en la psoriasi o en embolicar els dits dels peus, el penis o el mugró amb pèls, fils o fibres. Els retinoides orals, com la tretinoïna, i els agents antifibròtics com el tranilast s'han provat pel pseudoainhum. L'amputació imminent en la síndrome de Vohwinkel de vegades es pot avortar mitjançant la teràpia amb etretinat oral. Als Estats Units es veu amb poca freqüència, però sovint es discuteix a la literatura mèdica internacional.

## Prevenció
L'ús de sabates per protegir els traumes als peus descalços ha mostrat una disminució de la incidència d’ainhum. El pseudoainhum congènit no es pot prevenir i pot provocar defectes de naixement greus.

## Tractament
Les incisions a través del solc van resultar ineficaces. L'excisió del solc seguit de la plàstia-z podria alleujar el dolor i prevenir l'autoamputació en lesions de Grau I i II. Les lesions de Grau III es tracten amb la desarticulació de l'articulació metatarsofalàngica. Això també alleuja el dolor i fa que tots els pacients tinguin un peu útil i estable. La injecció intralesional de corticoesteroides també és útil.

## Epidemiología
Ainhum afecta predominantment els negres, que viuen a l'Àfrica occidental, Amèrica del Sud i l'Índia. A Nigèria és una malaltia comuna amb una incidència de l'1,7‰. En climes tropicals i subtropicals, es registra una incidència d’entre el 0,015% i el 2,0% de la població. Fins ara només s'havien registrat alguns casos a Europa. L’ainhum sol afectar persones d'entre 20 i 50 anys. La mitjana d'edat és d'uns 38 anys. El pacient més jove registrat tenia 7 anys. És més freqüent en homes que en dones (2:1) i sovint és hereditari.

## Història
La primera descripció d'ainhum a l'oest sembla haver estat proporcionada pel cirurgià anglès Robert Clarke, que va fer una breu referència a la "gangrena seca del dit petit del peu" com un fet comú a la Costa Daurada en un informe de 1860 a la Societat Epidemiològica de Londres, erò no la reconeixia com una entitat diferent i creia que era una conseqüència del "pian reprimit". L’ainhum va ser reconegut per primera vegada com a malaltia i descrita com a tal en detall pel metge brasiler Jose Francisco da Silva Lima (1826–1910), el 1867. El nom "ainhum" (del ioruba ayùn, que significa "serrar" o "llimar") va ser utilitzat per referir-se a la malaltia pels parlants ioruba a Bahia, Brasil, on practicava Silva Lima.
Els primers estudis histològics d'ainhum van ser realitzats per O.E.H. Wucherer i van ser publicats el 1872, i els primers estudis d'imatge es van realitzar el 1924.